# هنری جی. دیویس
هنری جی. دیویس (به انگلیسی: Henry Gassaway Davis) سناتور سابق عضو حزب دموکرات ایالات متحده آمریکا بود. وی در سال ۱۸۷۱ تا ۱۸۸۳ میلادی سناتور ایالت ویرجینیای غربی در سنای ایالات متحده آمریکا بود.